# Музей петроглифов (Гобустан)
Музей петроглифов — музей в Гобустане, Азербайджан.

## Проектирование и строительство
В 2010 году строительство музея было профинансировано Министерством культуры.
Музей был спроектирован и построен латвийским ООО «Эль Студио».
26 декабря 2011 года- Музей был открыт Ильхамом Алиевым.

## Здание
Выставочный зале музея состоит из различных разделов. В разделе «Гобустан: всемирное Культурное наследие ЮНЕСКО» содержится информация о 200 подобных памятников по всему миру.
В музее есть кинотеатр с 3D залом на 45 мест. Он оснащён 7-усилителями звука, мониторами и проекторами. В конференц-зале есть все условия для проведения различных конференций, мероприятий национального и международного значения.

## Коллекции
Экспозиция музея включает в себя 12 комнат, которые показывают и подчеркивают значение истории Гобустанских петроглифов.

## Награды
В 2013 году музей получил специальную премию Европейского музейного форума.